# Waigeum
Waigeum is een geslacht van vlinders van de familie Lycaenidae.

## Soorten
- W. anadyomenon Röber, 1926
- W. bakeri Joicey & Talbot, 1916
- W. ceramicum Druce, 1902
- W. coruscans Grose-Smith, 1897
- W. dinawa Bethune-Baker, 1908
- W. makrikii Ribbe, 1934
- W. mioswara Bethune-Baker, 1913
- W. miraculum (Druce & Bethune-Baker, 1893)
- W. pratti Bethune-Baker, 1913
- W. resplendens Bethune-Baker, 1908
- W. ribbei (Röber, 1886)
- W. simplex Grose-Smith & Kirby, 1896
- W. subcaeruleum Grose-Smith & Kirby, 1896
- W. thauma Staudinger, 1895
- W. utyi Bethune-Baker, 1913